# Zuma (álbum)
Zuma es el séptimo álbum de estudio del músico canadiense Neil Young, publicado por la compañía discográfica Reprise Records en noviembre de 1975. Grabado en Malibú con David Briggs como productor musical, supuso el primer trabajo del músico con el grupo Crazy Horse tras la muerte del guitarrista Danny Whitten en 1972, que fue sustituido por Frank «Poncho» Sampedro. Fue también el primer trabajo después de «The Ditch Trilogy», una trilogía de álbumes —Time Fades Away, On the Beach y Tonight's the Night— marcados por el frecuente consumo de alcohol y drogas y en los que el músico se alejó voluntariamente del éxito alcanzado con Harvest, su trabajo más comercial. El álbum incluyó una mezcla de canciones country rock en un estilo similar a Everybody Knows This Is Nowhere, además de temas hard rock como «Drive Back», con un predominio de la guitarra Old Black. 
Tras su publicación, Zuma DELuxe obtuvo en general buenas críticas de la prensa musical, que lo calificó como un disco más accesible en comparación con sus últimos tres álbumes. Sin embargo, obtuvo unos resultados comerciales similares a Tonight's the Night: alcanzó el puesto veinticinco en la lista estadounidense Billboard 200, país donde fue certificado como disco de oro, y el cuarenta y cuatro en la británica UK Albums Chart, donde obtuvo un disco de plata.

## Trasfondo

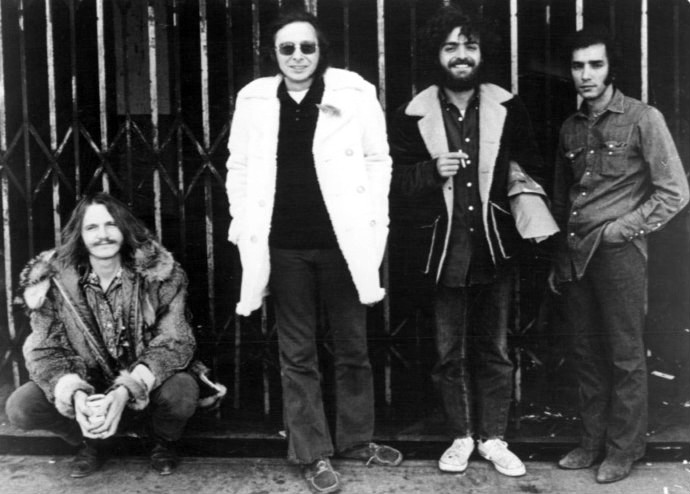
Zuma fue el primer disco de Young con Crazy Horse tras la muerte de Danny Whitten.

Después de grabar Everybody Knows This Is Nowhere y ofrecer varios conciertos con Crazy Horse entre febrero y marzo de 1970, Neil Young disminuyó su colaboración con el grupo en beneficio de otros proyectos musicales. Durante los cuatro años siguientes, y a pesar de grabar con Crazy Horse en las sesiones de After the Gold Rush durante los descansos de su gira conjunta, Young centró su actividad en colaborar con Crosby, Stills & Nash y en grabar álbumes como Harvest y Time Fades Away con grupos como The Stray Gators.
A pesar del éxito de Harvest, que alcanzó el primer puesto en la lista Billboard 200, Young se sumió en una etapa depresiva debido a las muertes de Danny Whitten, guitarrista de Crazy Horse, y de Bruce Berry, roadie de Crosby, Stills, Nash & Young, a causa de una sobredosis de heroína en noviembre de 1972 y junio de 1973 respectivamente. Las muertes de Berry y Whitten abrieron una nueva etapa musical de Young llamada «The Ditch Trilogy» e integrada por tres álbumes —Time Fades Away, On the Beach y Tonight's the Night—, caracterizados por un tono sombrío y pesimista y por un alejamiento voluntario con respecto a la música comercial de Harvest. Según escribió en las notas que acompañan al recopilatorio Decade: «["Heart of Gold"] me puso en el centro de la carretera. Viajar por ahí pronto se convirtió en un aburrimiento así que me dirigí a la cuneta. Fue un viaje más duro pero vi a gente más interesante ahí».
Las muertes de Berry y Whitten sumieron a Young en un estado depreviso a lo largo de «The Ditch Trilogy» en el que consumió con frecuencia alcohol y drogas durante las giras y en el estudio de grabación. Dicho estado se vio agravado debido a su ruptura matrimonial con Carrie Snodgress, que también influyó en su nuevo estilo de vida. La etapa se cerró con el lanzamiento de Tonight's the Night, un álbum que Damon Ogden definió en una crítica para Funhouse como «una carta sobre la sobredosis, todo trata sobre la vida, la droga y la muerte».
Tras el lanzamiento de Tonight's the Night, Young recuperó el contacto con Crazy Horse para grabar un nuevo álbum, con el guitarrista Frank «Poncho» Sampedro en sustitución de Whitten. Sampedro había coincidido un año antes con Young en los Chess Studios de Chicago, donde grabó varias canciones de Homegrown. Sin embargo, Homegrown fue archivado y a día de hoy sigue siendo un álbum inédito, aunque varias canciones de las sesiones fueron regrabadas en sucesivos trabajos como American Stars 'N Bars y Hawks & Doves. Young comentó sobre Sampedro: «Poncho nos trajo fortaleza. Tiene grandes cantidades de fortaleza... un increíble núcleo de fuerza. Cuando está ahí, somos fuertes».

## Grabación
Young volvió a reunirse con Crazy Horse en la primavera de 1975 en la casa que Billy Talbot, bajista del grupo, tenía en Echo Park. Según Talbot: «Fue genial. Estábamos en alza. A Neil le encantó, nos encantó a todos, era la primera vez que escuchábamos a los Horse desde la muerte de Whitten». Durante la primera noche, el grupo grabó «Born to Run», una canción «rockera, larga y tensa con un estribillo evocador de "Push It Over the End"», según Jimmy McDonough, biógrafo del músico. La canción volvió a grabarse durante las sesiones de Freedom y de Ragged Glory, pero aún no ha sido publicada en ningún álbum oficial del músico. También durante la estancia en la casa de Talbot, Young terminó de componer «Powderfinger», una canción posteriormente grabada para el álbum Rust Never Sleeps. Sin embargo, Young abandonó al poco tiempo la reunión. Según Talbot: «Neil durmió solo una noche, dijo que tenía que volver a casa y coger algo. No volvió».
Las sesiones de grabación, con David Briggs como productor musical, comenzaron en un hogar de Malibú transformado en un estudio improvisado, algo que produjo dificultades técnicas. Según Briggs: «El grupo no sabía cómo tocar, nadie tenía un acorde, nada. La banda era muy ruidosa en una terrible y pequeña sala con un techo bajo, suelos de piedra y ventanales por todos lados. Bob Clearmountain no podía hacer que la batería sonara bien. Desinstalamos la mesa de mezclas, la instalamos en la cocina, corté grandes piezas de espuma para las ventanas, dije a mis vecinos: "Escuchad, vamos a estar grabando toda la noche", y comencé a gastar cinta».

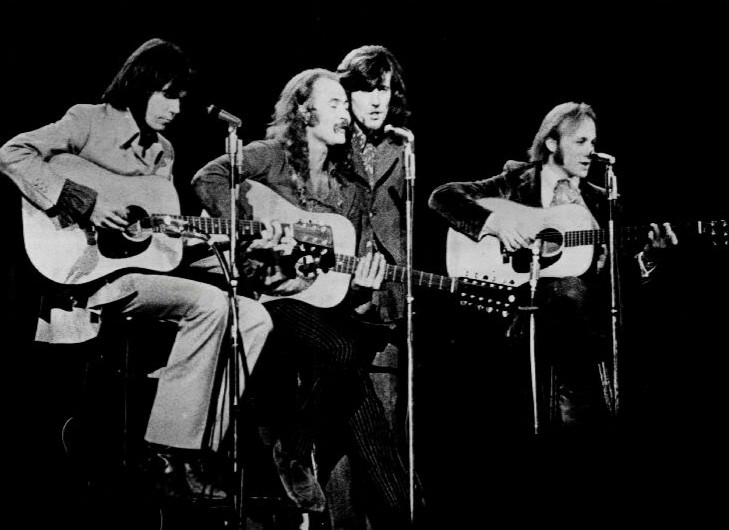
«Through My Sails» incluyó la colaboración de Crosby, Stills & Nash en los coros.

La gran mayoría de las canciones fueron grabadas en apenas una única toma. Según comentó Briggs: «No hubo mucho trabajo en esos discos. Nosotros solo lo poníamos, grabábamos y lo mezclábamos en el momento. Es por eso que esos discos suenan crudos y rudimentarios. [...] Algunas tomas podían durar diez minutos. Ese álbum entero es una lección en hacer discos de Neil Young». Preguntado por el sonido de Zuma, Young contestó: «Old Black, Fender Deluxe con la unidad de reverberación... Debe ser la pastilla de una Gretsch. "Drive Back" es solo el [amplificador] Deluxe hasta el final».
El álbum incluyó canciones como «Don't Cry No Tears» y «Stupid Girl», estrechamente relacionadas con su reciente separación de Carrie Snodgress, su segunda esposa. La melodía y la letra de «Don't Cry No Tears» derivan parcialmente de «I Wonder», una canción que el músico compuso durante su estancia con The Squires y publicada como sencillo en 1964. Por otra parte, «Danger Bird» incluyó extractos de «L.A. Girls and Ocean Boys», otra canción inédita en la que el músico relata su ruptura matrimonial con Snodgress, específicamente en los versos: «'Cause you've been with another man, there you are and here I am» —en español: «Porque has estado con otro hombre, ahí estás tú y aquí estoy yo»—. En una entrevista posterior, el músico Lou Reed comentó que Young se había convertido en un «gran guitarrista» durante este periodo, y citó especialmente a «Danger Bird» como ejemplo.

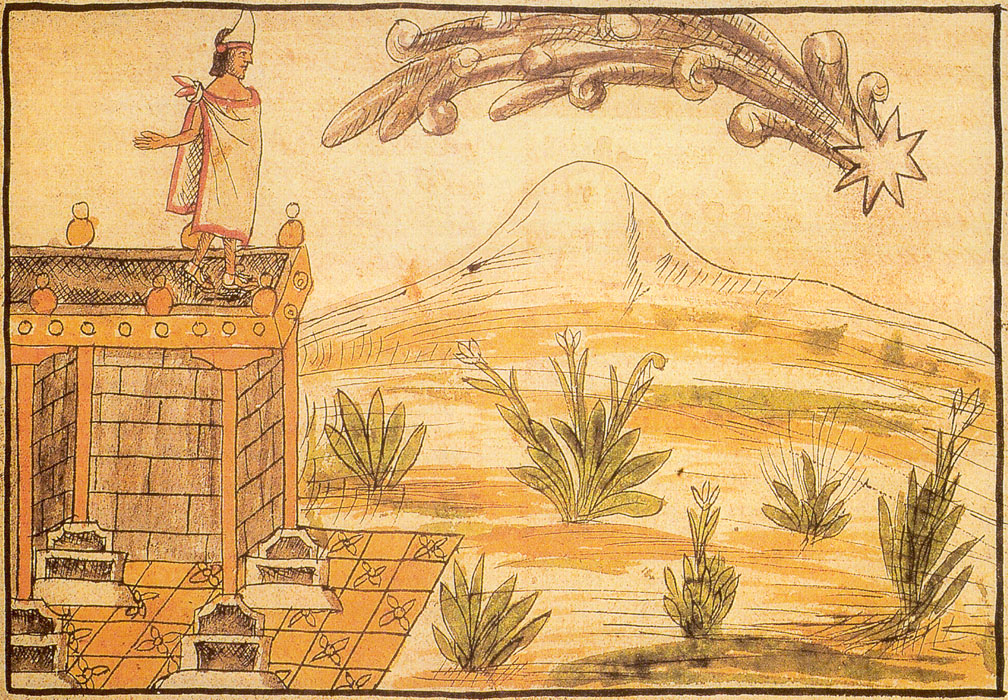
«Cortez the Killer» incluyó referencias a la conquista de México y a personajes históricos como Moctezuma II y Hernán Cortés.

«Cortez the Killer», definida por McDonough como «una de sus canciones más evocativas de viajes en el tiempo», culminó con una última estrofa en la que cambia a la primera persona gramatical después de usar la tercera persona en estrofas anteriores donde hace una detallada descripción de la conquista de México y de personajes históricos como Moctezuma II y Hernán Cortés. La canción fue grabada en una única toma que finaliza abruptamente en un fundido o fade out, debido a que la cinta se había terminado antes de que el grupo finalizase de interpretar el tema. No obstante, Scott Young, padre del músico, contradijo esta versión y escribió en su libro Neil and Me que el abrupto final de la canción se debió al salto de un circuito eléctrico que interrumpió el proceso de grabación. En cualquiera de las dos situaciones, la interrupción provocó que la cinta no registrara una última estrofa; sin embargo, cuando el músico conoció el problema, comentó: «Nunca me gustó esa estrofa de todos modos».
En varias ocasiones, Young señaló diferentes orígenes de «Cortez the Killer». El 13 de agosto de 1996, durante un concierto en Manassas (Virginia), dijo que la escribió en la escuela mientras sufría «la venganza de Montezuma»: «Una noche estuve despierto hasta muy tarde. Comí seis hamburguesas o algo. Me sentí fatal... muy mal... esto fue antes de McDonald's... Estaba estudiando historia, y por la mañana me desperté y escribí esta canción». Sin embargo, a pesar del trasfondo histórico de «Cortez the Killer», el músico declaró en una entrevista con McDonough su falta de conocimientos históricos: «¿Qué coño hago yo escribiendo sobre los aztecas en "Cortez the Killer" como si hubiera estado allí, vagando por ahí? Porque yo solo leí unos pocos libros». La crítica a la figura histórica de Hernán Cortés provocó que la canción fuese censurada en la España franquista, y su título fue cambiado por el de «Cortez Cortez». «Cortez the Killer», cuya publicación coincidió con el comienzo de la Transición Española, se convirtió en una de las últimas canciones víctimas de la censura tras la muerte de Francisco Franco.
Además de siete canciones grabadas en Malibú, Zuma incluyó dos descartes de sesiones anteriores: «Pardon My Heart» y «Through My Sails». Ambas fueron grabadas en junio de 1974 en Broken Arrow Ranch; la primera, con Tim Drummond al bajo, fue producida por Tim Mulligan y retomada durante las sesiones de Zuma, en las cuales Ralph Molina y Talbot superpusieron sus voces. Por otra parte, «Through My Sails», originalmente titulada «Sailboat Song», es el único tema publicado de las sesiones de grabación que Crosby, Stills, Nash & Young llevaron a cabo en Hawaii a finales de 1974 para un álbum que nunca llegó a materializarse. La canción contó con la colaboración de Stephen Stills al bajo y de Russ Kunkel tocando las congas.

## Recepción
Tras su publicación, Zuma obtuvo en general buenas reseñas de la prensa musical. William Ruhlmann de Allmusic comentó: «Young ha abandonado el enfoque desigual y directo de sus primeros tres trabajos, pero Crazy Horse nunca será una banda brillante, y la música tiene un sonido real adecuado para las canciones, que eran algunas de las melodías más orientadas al pop que Young ha elaborado en años, a pesar de interpretarlas con una intensidad rock empapada de guitarras eléctricas». Por otra parte, Robert Christgau escribió: «Young ha violado la forma tan convincentemente en los últimos tres años, que su retorno puede tomar un poco de tiempo para acostumbrarse. De hecho, su pulcritud creativa compromete los cortes de mayor éxito, "Danger Bird" y "Cortez the Killer". Pero las canciones menos ambiciosas -"Pardon My Heart"- son tan buenas como lo mejor de After the Gold Rush. Lo cual es un buen truco».
Wilson y Alroy escribieron: «Cuando Young está en contacto con su musa, hace que componer buena música sea condenadamente fácil. Esta vez, respaldado por el reconstituido Crazy Horse, lucha un poco: "Danger Bird" es un intento de himno que nunca se pone en marcha; "Don't Cry No Tears" es una diatriba típicamente malhumorada que suena como una reescritura de "Cinnamon Girl"; "Lookin' for a Love" presta demasiada atención a sus raíces country. Finalmente llega con duros temas rockeros ("Drive Back", "Barstool Blues") y con una obra maestra de guitarra malhumorada, "Cortez the Killer". Mucho gusto, aunque es capaz de hacerlo mucho mejor».
A nivel comercial, Zuma obtuvo resultados ligeramente inferiores a trabajos anteriores como Tonight's the Night y On the Beach. En los Estados Unidos, el álbum llegó al puesto veinticinco de la lista Billboard 200, país donde además fue certificado como disco de oro al superar el medio millón de copias vendidas. En Canadá, el álbum alcanzó el puesto sesenta y nueve de la lista de discos más vendidos, el peor resultado para un trabajo del músico desde el inicio de su carrera en solitario. De la misma manera, los sencillos extraídos del álbum también obtuvieron un resultado similar: «Lookin' for a Love», publicado en noviembre de 1975, solo entró en la lista canadiense RPM Singles Chart donde alcanzó el puesto cuarenta y ocho. Un segundo sencillo, «Drive Back», no llegó a entrar en ninguna lista de éxitos.
A pesar de los tibios resultados comerciales, Zuma es generalmente considerado uno de los mejores trabajos del músico: en una encuestra elaborada en 2012, los lectores de la revista Rolling Stone votaron Zuma como el séptimo mejor álbum de la carrera musical de Young. La misma publicación situó a «Cortez the Killer» en el puesto 329 de la lista de las 500 mejores canciones de todos los tiempos, elaborada en 2011. Por otra parte, la web Stereo Gum escogió a Zuma como el sexto mejor álbum de la carrera del músico.

## Diseño de portada
La portada de Zuma fue diseñada por James Mazzeo, estrecho colaborador de Neil Young, que obtuvo 2 000 dólares por su trabajo. El dibujo incluyó un pájaro sujetando a una mujer desnuda y sobrevolando un desierto con pirámides y cactus. Según comentó Mazzeo: «Neil me describió imágenes que tenía en su mente de pájaros volando con mujeres sobre el desierto, pirámides y esas cosas». Mazeeo le mostró cuatro dibujos al músico para que escogiese uno. «Neil dijo: "¡Esto es! ¡Lo has hecho! ¡Es perfecto!" Y de repente tenía un cheque de dos mil dólares. Esas imágenes me llevaron diez minutos, eso hace doscientos [dólares] por minuto».
Años después, la imagen de Zuma fue elegida una de las peores portadas de la historia de la música por medios de comunicación como The A.V. Club y The Guardian. Sin embargo, es una de las favoritas de Young: «Zuma es una de mis portadas favoritas. La gente de Reprise pensó que me había vuelto loco. Era un concepto. Todo lo que todo el mundo estaba haciendo estaba realmente enfermo». Mazzeo volvió a colaborar años más tarde con Young en el diseño de portada de Greendale (2003).

## Lista de canciones
Todas las canciones escritas y compuestas por Neil Young. 
| Cara A |                      |          |  |
| N.º    | Título               | Duración |  |
| 1.     | «Don't Cry No Tears» | 2:34     |  |
| 2.     | «Danger Bird»        | 6:54     |  |
| 3.     | «Pardon My Heart»    | 3:49     |  |
| 4.     | «Lookin' For a Love» | 3:17     |  |
| 5.     | «Barstool Blues»     | 3:02     |  |

| Cara B |                     |          |  |
| N.º    | Título              | Duración |  |
| 1.     | «Stupid Girl»       | 3:13     |  |
| 2.     | «Drive Back»        | 3:32     |  |
| 3.     | «Cortez the Killer» | 7:29     |  |
| 4.     | «Through My Sails»  | 2:41     |  |

## Personal
| Músicos - Neil Young: voz y guitarra - Frank Sampedro: guitarra rítmica - Billy Talbot: bajo y coros - Ralph Molina: batería y coros - Tim Drummond: bajo («Pardon My Heart») - David Crosby: coros («Through My Sails») - Stephen Stills: bajo y coros («Through My Sails») - Graham Nash: coros («Through My Sails») - Russ Kunkel: congas («Through My Sails») | Equipo técnico - David Briggs: productor - Tim Mulligan: productor («Pardon My Heart» y «Lookin' For a Love») - George Horn: masterización - James Mazzeo: diseño de portada |

## Posición en listas
| País           | Lista                    | Posición |
| -------------- | ------------------------ | -------- |
| Canadá         | Canadian Albums Chart    | 69       |
| Estados Unidos | Billboard 200            | 25       |
| Japón          | Oricon LP Chart          | 84       |
| Nueva Zelanda  | New Zealand Albums Chart | 35       |
| Países Bajos   | Mega Album Top 100       | 4        |
| Reino Unido    | UK Albums Chart          | 44       |

| Sencillo             | Lista           | Posición |
| -------------------- | --------------- | -------- |
| «Lookin' For a Love» | RPM Top Singles | 48       |

## Certificaciones
| Fecha                | País           | Organismo certificador | Certificación | Ventas certificadas |
| -------------------- | -------------- | ---------------------- | ------------- | ------------------- |
| 7 de febrero de 1997 | Estados Unidos | RIAA                   | Oro           | 500 000             |
| 1 de enero de 1976   | Reino Unido    | BPI                    | Plata         | 60 000              |